# Parkerfield, Kansas
Parkerfield là một thành phố thuộc quận Cowley, tiểu bang Kansas, Hoa Kỳ. Năm 2010, dân số của xã này là 426 người.

## Dân số
Dân số các năm:
- Năm 2000: (X) người
- Năm 2010: 426 người